# Ооржак, Маннай Намзыраевич
Ооржак, Маннай Намзыраевич (1892-1968) – Тувинский писатель, фольклорист. 

## Биография
Маннай Ооржак родился 15 января 1892 года в местечке Манчурек Сут-Хольского кожууна в бедной семье. Его отец владел русским, алтайским и монгольским языками. Он был метким стрелком, часто охотился, чтобы прокормить семью, выезжал за Саяны и обменивал пушнину на муку, чай и другие продукты. Маннай Ооржак в 4 года остался сиротой, воспитывался у дедушки (по линии отца) Дагырыка Ооржака. С 12 лет батрачил у Бижээчи-Чалана, был пастухом, охотником, проработал 10 лет на сельскохозяйственной опытной станции в с. Теве-Хая Дзун-Хемчикского кожууа. В 1940 году Маннай Намзыраевич был избран председателем арбана в сумоне Холчуктуг Сут-Хольского кожууна. В 1944 году трудился на строительстве школы в родном Манчуреке, потом работал там поваром и завхозом. Образования не получил, но владел грамотой.

## Творчество
Уже к 18 годам имя Ооржака Манная было известно не только в родных местах, но и во всей Тыве. У него даже появились ученики. От талантливого сказителя разными учеными-фольклористами фиксировались образцы устного народного творчества тувинцев. Первым начал записывать героические сказания и сказки Манная Ооржака его односельчанин, учитель местной средней школы Сут-Холя О. Херлиг-оол («Алдай-Сумбер», «Эрге Кара Сыйбын», «Алдай-Мерген», «Отец Демир-Мерген со своим сыном Амыр-Мергеном», «Чечен-оол» и др.).  В 1971 году вышел сборник «Сказки Манная», составленный О. К. Дарымой. Выход эпического творчества О. Манная на Всероссийскую арену состоялся в 1994 году, после опубликования тома «Тувинские народные сказки» в 60-томной двуязычной академической серии «Памятники фольклора народов Сибири и Дальнего Востока». В этот том вошла сказка «Чечен-Маанай, Тенек-Дулун», записанная Маннаем.
В 1997 году в той же серии в томе «Тувинские героические сказания», составленном С. М. Орус-оол, опубликовано на двух языках в его исполнении героическое сказание «Бокту-Кириш, Бора-Шээлей», насчитывающее 5060 стихотворных строк. В сборник «Тувинские пословицы и поговорки» (1966 г.) вошло много его пословиц и поговорок. 
Не все произведения были опубликованы. В научном архиве ТИГПИ хранятся следующие его неопубликованные героические сказания и сказки: «Мергелдей-Мерген», «Шулуу», «Улуг карак, улуг сал, улуг хырын» (Большие глаза, длинная борода, большой живот), «Бай болгаш кайгал» (Богач и удалец),  «Бора-Шокар Сайлыкай»,  «Сазыг ашак» («Старик Сазыг»), «Оскус-оол», «Ууле-Будегекчи», «Ийи лама» («Два ламы»),  «Каралбай-Хаан»,  «Шевер-Мерген»,  «Дойнур-Мерген» и др., а также целый том тувинских пословиц и поговорок (научный архив ТИГПИ, том 22, дела 103-106).
Маннай Намзыраевич – знаток фольклора, хранитель эпического искусства, обладающий многогранным талантом, оставил богатое художественное наследие.